# Stewart Morris
Stewart Harold Morris, OBE (* 25. Mai 1909 in London; † 4. Februar 1991 in West Wittering) war ein britischer Segler.

## Erfolge
Stewart Morris nahm an den Olympischen Spielen 1948 in London mit David Bond in der Bootsklasse Swallow teil und wurde in dieser Olympiasieger. Mit 5625 Punkten belegten sie mit ihrer Yacht Swift knapp den ersten Platz vor dem portugiesischen Brüderpaar Duarte Manuel und Fernando Bello sowie Lockwood Pirie und Owen Torrey aus den Vereinigten Staaten. Sowohl 1936 als auch 1952 war er Reservist der britischen Olympia-Segelmannschaft. Er sicherte sich zudem in verschiedenen Bootsklassen Titelgewinne bei Europameisterschaften und bei britischen Meisterschaften und war unter anderem Mitglied in der Royal Yacht Squadron.
Morris studierte am Trinity College in Cambridge. 1944 erhielt er für seine Dienste als Commander der Royal Naval Volunteer Reserve im Rahmen der Landung in der Normandie das Offizierskreuz des Order of the British Empire.